# Hærens Bygningstjeneste
Hærens Bygningstjeneste var en enhed i det danske forsvar, der stod for opførelsen af hærens bygninger, ofte i samarbejde med civile akademiske arkitekter. Enheden blev i 1952 slået sammen med Søværnets Bygningsvæsen og Kystbefæstningens Vedligeholdelsesafdeling i den nye enhed Forsvarets Bygningstjeneste.

## Direktion
Denne liste er ufuldstændig; hjælp gerne med at udfylde den.
- 1932-1934: H.U. Ramsing

| Militær | Spire Denne artikel om militær er en spire som bør udbygges. Du er velkommen til at hjælpe Wikipedia ved at udvide den. |